# Carduus intercedens
Carduus intercedens là một loài thực vật có hoa trong họ Cúc. Loài này được Hausskn. mô tả khoa học đầu tiên năm 1893.